# 裂苞栝楼
裂苞栝楼（学名：Trichosanthes fissibracteata）为葫芦科栝楼属下的一个种。